# Respect Yourself (The Staple Singers)
Respect Yourself è una canzone del gruppo R&B/gospel statunitense The Staple Singers estratta come singolo dal loro album Be Altitude: Respect Yourself e pubblicata nel 1971. Considerata come una delle più grandi hit degli anni settanta e un vero proprio classico soul, arrivò al primo posto della classifica della radio americana KHJ, al dodicesimo posto della Hot 100 e al secondo 2 della "Hot Soul Singles chart". La cover di Bruce Willis invece raggiunse la quinta posizione della Hot 100. Nel 2002 il brano fu incluso nella Grammy Hall of Fame e nel 2010 fu collocato alla postazione 468 della lista delle 500 migliori canzoni di tutti i tempi redatta dalla rivista inglese Rolling Stone.

## Storia
Respect Yourself fu composta da Luther Ingram e Mack Rice, rispettivamente cantante e compositore della Stax Records. Ingram, a quel tempo sconvolto e abbattuto dal continuo degrado del mondo, un giorno disse a Rice "i popoli neri devono imparare a rispettare se stessi". A questi piacque così tanto questa frase che vi costruì sopra un ritmo funk e consegnò poi il risultato agli Staple, che erano stati appena scritturati dalla Stax. Il produttore Al Bell, che si interessò moltissimo a questo progetto, decise di farlo registrare e così mise la band in collaborazione con i Muscle Shoals Rhythm Section di Muscle Shoals, Alabama, un complesso che aveva in precedenza eseguito canzoni per artisti come Wilson Pickett e Aretha Franklin, e con l'ingegnere/musicista Terry Manning che si occupò delle sovraincisioni e dei mixaggi delle voci. L'arrangiamento per gli ottoni fu affidato a Johnny Allen, di cui Bell se ne servì per tutte le orchestrazioni dei futuri brani dei Singers, e le sessioni di registrazione iniziarono allo United Sound Systems Recording Studio di Detroit.

## Effetti
La canzone ebbe un importante risonanza nel corso del 1970 per l'ascesa di un movimento degli afro-americani per i diritti civili e per una manifestazione fatta dalle donne che richiedevano più rispetto.

## Long Version
Nella "long version" di Respect Yourself (4:54) è presente, per quasi due interi minuti, la voce solista di Roebuck "Pops" Staples, che a quel tempo aveva circa cinquantasette anni.

## Posizione in classifica (Staple Singers)
| Classifica                        | Posizione |
| --------------------------------- | --------- |
| U.S.A. Billboard Hot 100          | 12        |
| U.S.A. Billboard Hot Soul Singles | 2         |

## Posizione in classifica (Bruce Willis)
| Classifica                        | Posizione |
| --------------------------------- | --------- |
| U.S.A. Billboard Hot 100          | 5         |
| U.S.A. Billboard Hot Soul Singles | 20        |

## Cover
Respect Yourself fu nel corso del tempo re-interpretata da numerosissimi artisti, tra cui:
- B. B. King nel suo album To Know You Is to Love You (1974)
- Kane Gang che con la loro versione entrarono nel 1984 nelle classifiche inglesi (posizionandosi al numero 12) e australiane (raggiungendo la posizione numero 57)
- L'attore Bruce Willis, con l'aiuto di June Pointer delle The Pointer Sisters, arrivò nel 1987 con la sua cover al numero 5 della Billboard Hot 100, al numero 20 della "Hot Black Singles chart" e al numero 22 della "Adult Contemporary chart"
- Robert Palmer nella sua raccolta Very Best of Robert Palmer, con cui nel 1995 raggiunse il quarantacinquesimo posto della "UK Singles Chart"
- I Big Tent Revival (un gruppo di blues cristiano) nel loro omonimo album[2] (1995)
- Joe Cocker nel suo disco Respect Yourself (2002)
- The Temptations nel loro Back to Front (2007)
- Guy Sebastian nel suo album di cover The Memphis Album (2007)
- Randy Crawford e Joe Sample nel disco collaborativo No Regrets (2008)
- Huey Lewis and the News in Soulsville (2010).